# Bart Simpson
Bartholomew JoJo „Bart“ Simpson ist eine Hauptfigur der Zeichentrickserie Die Simpsons und ein Mitglied der gleichnamigen Familie. Die Figur stammt von Zeichner Matt Groening, der sie im Auftrag von James L. Brooks entwarf. Bart ist in der Serie der einzige Sohn von Homer und Marge sowie mit zehn Jahren der ältere Bruder von Lisa und Maggie. Er ist oft ausgelassen, rebellisch und respektlos gegenüber Autoritäten. Zu Barts Markenzeichen gehören unter anderem Sprüche wie „Friss meine Shorts“ und „¡Ay, caramba!“. In der Originalversion wird er von Nancy Cartwright synchronisiert, in der deutschsprachigen Version leiht ihm Sandra Schwittau ihre Stimme.
Während der ersten beiden Staffeln war Bart neben Homer die Hauptfigur der Serie; dies führte zu einer regelrechten „Bartmania“: T-Shirts mit seinen Sprüchen wurden sehr populär, sie verkauften sich oft. Das Lied Do the Bartman war in Großbritannien eine der erfolgreichsten Singles des Jahres 1991. Bart ist schlecht in der Schule und stolz darauf, weshalb er von Eltern und Erziehern als schlechtes Vorbild für Kinder bezeichnet wurde. Ab der dritten Staffel konzentrierte sich die Serie mehr auf die Familie als Ganzes. Das Time Magazine wählte Bart in die Liste der 100 wichtigsten Personen des Zwanzigsten Jahrhunderts, zudem war er Entertainer des Jahres 1990 in der Entertainment Weekly. Nancy Cartwright gewann mehrere Auszeichnungen für die Synchronisation ihrer Figur, darunter den Primetime Emmy Award 1992 und den Annie Award 1995.

## Figur

### Entstehung

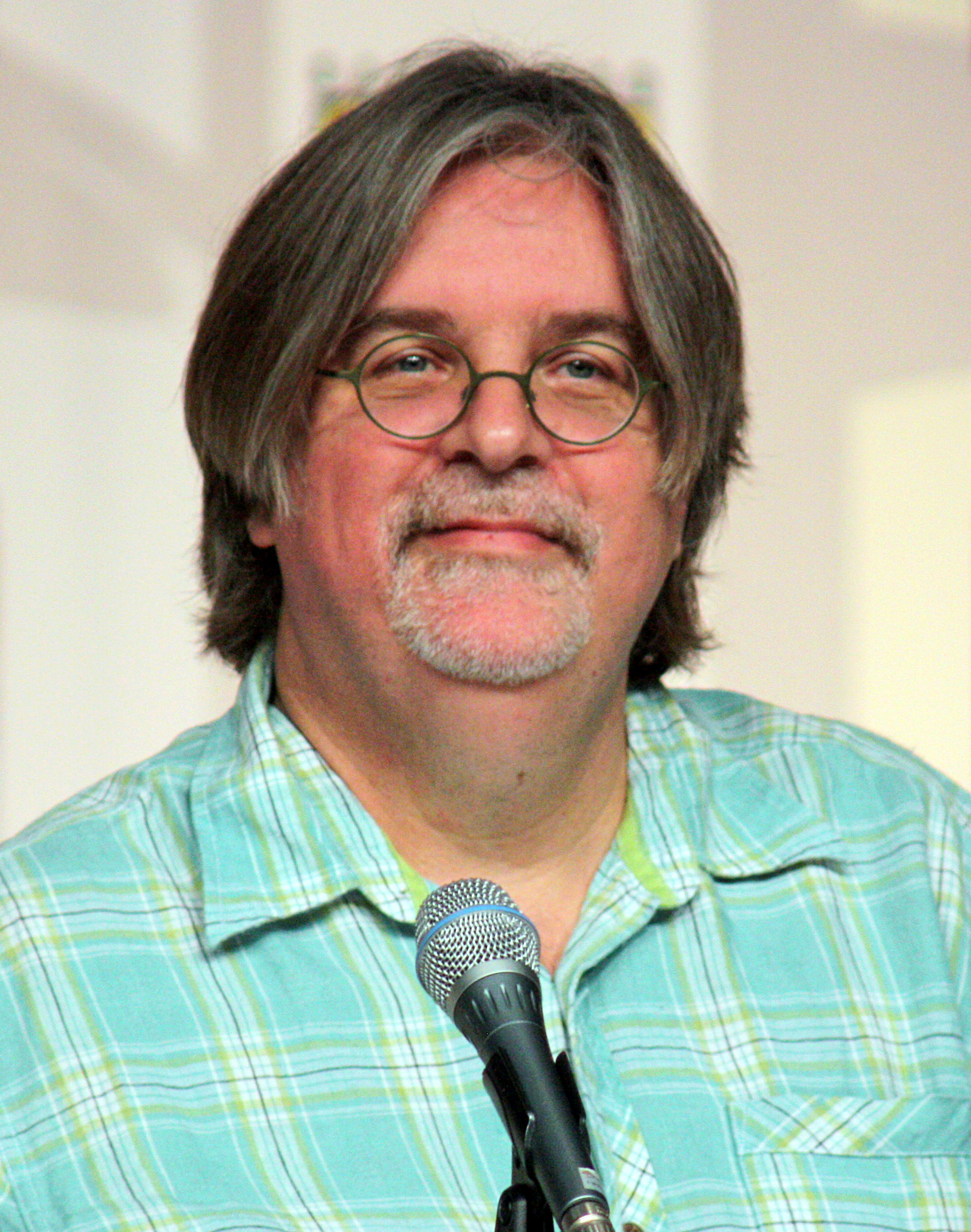
Matt Groening entwarf Bart, während er in James L. Brooks’ Büro wartete.

Matt Groening kam die Idee für Bart und den Rest der Familie Simpson im Jahr 1985, während er im Vorraum des Büros des Produzenten James L. Brooks wartete. Er sollte eine animierte Kurzserie als Adaption seines Comicstrips Life in Hell für die Tracey Ullman Show erfinden. Da er dafür die Urheberrechte seines früheren Werkes hätte abgeben müssen, schuf er stattdessen eine dysfunktionale Familie und benannte die Figuren nach seinen eigenen Familienmitgliedern, allerdings nannte er den rebellischen Sohn nicht Matt, sondern Bart, ein Anagramm von brat (engl.: ‚Balg‘ oder ‚Gör‘), damit die Herkunft der Namen nicht so offensichtlich war.
Barts Charakter sollte ursprünglich weniger aggressiv und von Existenzangst geprägt sein, außerdem sollte er Selbstgespräche führen. Dies wurde allerdings aufgrund Cartwrights Sprechrolle geändert. Groening ließ sich bei der Charaktergestaltung vor allem von seinem Bruder Mark inspirieren. Die Abkürzung von Barts zweitem Vornamen, J. lehnt sich an Namen von Zeichentrickfiguren wie Bullwinkle J. Moose und Rocket J. Squirrel an, die wiederum auf deren Erfinder, den amerikanischen Zeichner Jay Ward anspielen. Das J. steht im Fall von Bart für JoJo.

### Design
Alle Figuren der Simpsons sind so gestaltet, dass man sie allein anhand ihrer Silhouette wiedererkennen kann. Sie sind außerdem als Rohentwürfe gezeichnet, da Matt Groening annahm, die Zeichner würden sich um die Details kümmern. Sie übernahmen die Entwürfe jedoch ohne Änderung. Barts Frisur bestand zunächst aus einer hohen Anzahl an Spitzen unterschiedlicher Länge. Später wurde deren Zahl auf neun reduziert und sie wurden in einer einheitlichen Länge gezeichnet. Dieser Haarschnitt wird bei keiner anderen Figur verwendet.
Beim Zeichnen des Kopfes werden unterschiedliche Methoden angewendet: Der Zeichner Jeffrey Lynch beginnt mit einem Kasten, dann folgen Augen, Mund, Haarspitzen, Ohr und zum Schluss der Rest des Körpers. Matt Groening beginnt hingegen mit Augen und Nase, es folgt der Umriss des Kopfes. Ist Barts Kopf von oben zu sehen, sind sowohl der Rand als auch die Mitte mit Spitzen zu füllen.
In der Geschichte Homer3 der Treehouse-of-Horror-Folge Die Panik-Amok-Horror-Show wurden Bart und Homer als 3D-Animation gezeigt. Beim Kreieren der Haare von Barts 3D-Modell orientierten sich die Zeichner an einer Puppe, die als Merchandiseprodukt für die Serie hergestellt wurde.

### Stimme

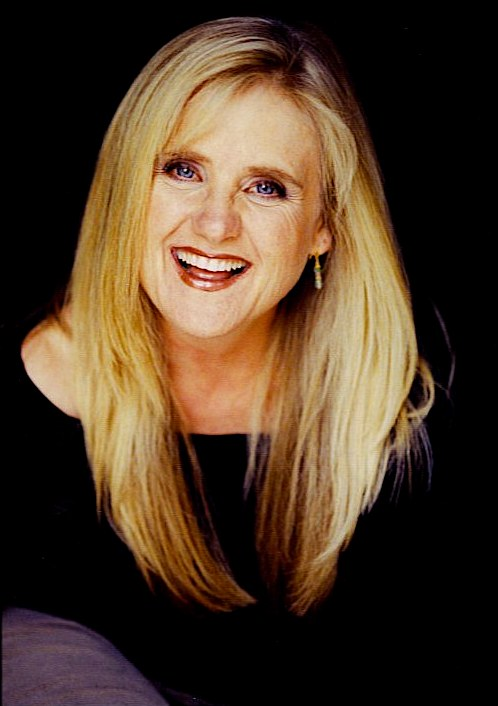
Nancy Cartwright leiht Bart Simpson ihre Stimme.

Bart wird in der englischsprachigen Originalversion von Nancy Cartwright synchronisiert. Sie spricht auch andere Figuren der Serie, darunter Nelson Muntz, Ralph Wiggum, Todd Flanders und Kearney. Während Dan Castellaneta und Julie Kavner bereits für die Tracey Ullman Show arbeiteten und deshalb die Rollen für Homer und Marge erhielten, mussten die übrigen Stimmen durch ein Casting bestimmt werden. Cartwright sprach zunächst für Lisa vor, erhielt aber Barts Rolle, da Yeardley Smiths Stimme für einen Jungen zu hoch war und sie daher für Lisa statt für Bart angestellt wurde.
Während der ersten Staffel wurde Cartwright vom Fox Network verboten, Interviews zu geben, weil der Sender geheim halten wollte, dass Bart von einer Frau gesprochen wird. Die Rolle des ewig Kind bleibenden Bart erhielt, wie alle kindlichen Charaktere der Serie, eine Frau und nicht ein Junge, denn dieser würde in den Stimmbruch kommen und es würde dann ein Sprecherwechsel erforderlich sein.
In der deutschsprachigen Version der Simpsons leiht ihm Sandra Schwittau ihre Stimme. Anders als Cartwright hat sie keine weiteren Rollen in der Serie.

### Persönlichkeit
“Like any good punk rocker, Bart had the nihilism thing down from the very beginning. Though not so much pissed off as extremely undisciplined, the Bart Simpson of the Ullman shorts is either fighting with his sister, inciting his father into murderous levels of rage, executing dangerous stunts that end in cartoonish levels of disaster, or simply spitting snarky one-liners at whatever authority figures cross his path. This appetite for destruction continued to be the defining feature of the smart-assed kid who dominated many episodes of the first few seasons of The Simpsons–the version that spawned Bart-mania–though his methods and motivations show considerably more nuance than the white-trash Bart of the Ullman era.”

„Wie jeder ordentliche Punk hatte Bart seinen Nihilismus gleich von Anfang an drauf. Obgleich er weniger angepisst und genervt als vielmehr extrem unbeherrscht ist, kämpft der Bart Simpson aus den Ullman-Kurzfolgen entweder mit seiner Schwester, treibt seinen Vater zu mörderischer Wut, führt gefährliche Stunts aus, die in einem cartoonartigen Desaster enden, oder er gibt gegenüber jeglicher Autoritätsfigur, die ihm über den Weg läuft, hinterhältige Einzeiler von sich. Dieser Zerstörungshunger blieb der charakteristische Zug des kleinen Klugscheißers, der viele Episoden der ersten paar Staffeln der Simpsons dominiert hat – die Version, die die Bart-mania hervorgebracht hat – auch wenn die Methoden und Motivationen beachtlich mehr Nuancen zeigen als der White-trash-Bart der Ullman-Ära.“

Barts Aufsässigkeit und fehlender Respekt gegenüber Autoritäten wurden mit denen der amerikanischen Gründerväter verglichen und als eine moderne Version von Die Abenteuer des Tom Sawyer und Huckleberry Finn in einer Person beschrieben. In seinem Buch Planet Simpson beschreibt Chris Turner Bart als einen Nihilisten, eine philosophische Position, die aussagt, dass Existenz ohne objektive Bedeutung, Zweck oder eigentlichen Wert ist. Das Buch Die Simpsons und die Philosophie enthält ein Kapitel, das Barts Charakter analysiert und ihn mit Friedrich Nietzsche vergleicht.
Seine rebellische Ader macht ihn zu einem Unruhe stiftenden Schüler an der Grundschule von Springfield und er ist stolz darauf, dass seine Leistungen hinter den Erwartungen zurückbleiben. Er steht in ständigem Konflikt mit seiner Klassenlehrerin Edna Krabappel, Rektor Skinner und gelegentlich mit Hausmeister Willie. Laut der Folge „Der Eignungstest“ kommen seine Schulprobleme daher, dass er nicht aufpasst, und nicht daher, dass er dumm wäre. In der Episode „Ist alles hin, nimm Focusin“ wird diese Idee wieder aufgegriffen, als sich herausstellt, dass er unter ADS leidet. In der Folge „Vertrottelt Lisa?“ wird dagegen behauptet, dass ein nur bei männlichen Simpsons-Familienmitgliedern vorkommendes Gen an der verminderten Intelligenz von Bart schuld sei. Auch wenn er in endlose Schwierigkeiten gerät und sadistisch, oberflächlich und egoistisch sein kann, ist Bart zuweilen auch sehr anständig und uneigennützig. Nachdem Rektor Skinner seinetwegen seinen Job verloren hat, freundet er sich mit dem Zehnjährigen an. Als Bart merkt, wie seinem neuen Freund die Schule fehlt, hilft er ihm, seine Stelle als Rektor wiederzubekommen, auch wenn sie dadurch keine Freunde bleiben können. Bart ist somit auch gutherzig, das heißt, meist entschuldigt er sich, wenn er zu weit gegangen ist, und macht sein Fehlverhalten wieder gut. Er wird somit nicht ausschließlich böse gezeigt, sondern eher als Unruhestifter.

“Bart is a really good kid. He's just mischievous. He's not bad, like characters who followed him such as [Eric] Cartman (South Park) or Beavis and Butthead. Bart can do some nasty things, but they seem so tame, by today's standards. What was shocking 19 years ago, when the show started, isn't the least bit shocking today. Bart hasn't changed.”

„Bart ist wirklich ein guter Junge. Er ist halt ein Schelm. Er ist nicht böse, so wie Figuren, die ihm gefolgt sind, wie [Eric] Cartman (South Park) oder Beavis und Butthead. Bart kann fiese Dinge tun, aber die sind aus heutiger Sicht harmlos. Was vor 19 Jahren, als die Serie startete, empörend war, ist es heute kein bisschen mehr. Bart hat sich nicht verändert.“

In fast jedem Episodenvorspann ist Bart im sogenannten Tafelgag zu sehen. Dabei schreibt er einen von Folge zu Folge wechselnden Satz an die Tafel. Dieser beginnt meist mit “I will not …” (deutsch: „Ich darf nicht …“). Dabei werden beispielsweise politische Anspielungen wie „Der erste Verfassungszusatz beinhaltet nicht Rülpsen“ oder auch Sätze mit Bezug auf Mitglieder des Produktionsstabs wie „Ich bin keine 32-jährige Frau“ eingebaut. Die deutsche Übersetzung wird aus dem Off durch Sandra Schwittau ergänzt. Wie bei den anderen Figuren im Vorspann wird damit auch von Bart eine typische Eigenschaft vorgestellt, nämlich dass er sich schlecht benommen hat und nun dafür bestraft wird.
Die Serie benutzt eine Zeitleiste, in der die Figuren nicht altern. Barts Geburtsjahr wurde in der Folge Blick zurück aufs Eheglück auf die frühen 1980er festgelegt. Nachdem seine Schwester Lisa geboren wurde, war er zunächst wegen der Aufmerksamkeit, die sie bekam, neidisch auf sie. Dies änderte sich, als „Bart“ ihr erstes Wort war. Sein erster Schultag war in den frühen 1990ern, sein Enthusiasmus wurde durch eine gefühllose Lehrerin zerstört und er begann, Streiche zu spielen, anstatt zu lernen. Marge begann sich deshalb Sorgen zu machen.
Barts Hobbys sind Skateboard fahren, fernsehen, Comics lesen, Videospiele spielen und generell Unruhe stiften. Er geht in Edna Krabappels vierte Klasse der Grundschule von Springfield. Er ist zu jung für einen Vollzeitjob, hat aber im Laufe der Serie eine Reihe von Teilzeitjobs. Beispielsweise arbeitet er als Barkeeper für den Mafiaboss Fat Tony, als Assistent für Krusty den Clown, als Türsteher in einem Amüsierbetrieb und er besitzt kurzzeitig seine eigene Fabrik.

### Verhältnis zu anderen Figuren
Wegen Barts Bosheit und weil Homer ein inkompetenter Rabenvater ist, haben beide ein schwieriges Verhältnis zueinander. Bart nennt seinen Vater oft bei dessen Vornamen anstatt „Dad“, während Homer seinen Sohn häufig als „den Jungen“ bezeichnet. Homer ist öfter jähzornig und würgt Bart regelmäßig, wenn dieser ihn ärgert. Allerdings gibt es auch Situationen, in denen die beiden gut miteinander auskommen. Sie sehen beispielsweise gemeinsam fern oder spielen anderen Leuten Streiche. Als in Springfield die Prohibition eingeführt wird, schmuggeln und brauen sie alkoholische Getränke.
Marge kümmert sich im Gegensatz zu Homer mehr um Bart und schämt sich für dessen Verhalten. In der Folge Das schwarze Schaf protestiert er zunächst gegen Marges übermäßige Sorge. Nachdem er einen Ladendiebstahl begangen hat, zieht sie sich allerdings zurück und Bart vermisst ihre Fürsorge. Er macht es bei ihr wieder gut, indem er ihr ein vorzeitiges Weihnachtsgeschenk überreicht, sodass sie sich wieder mehr um ihn kümmert. Um sie zu erfreuen, ist er sogar bereit, Beschämung zu dulden.
Barts bester Freund ist Milhouse van Houten. Die beiden verwüsten beispielsweise das Nachbarhaus oder finden illegale Feuerwerkskörper in einer Höhle. Hierbei befindet sich Milhouse meist in der Rolle des Mitläufers und ist von Bart abhängig, weil er außer ihm keine Freunde hat. Bart übt einen schlechten Einfluss auf ihn aus, ist aber auch von seinem Freund abhängig, da er von ihm Bestätigung und Anerkennung erhält. Nachdem die Mutter von Milhouse ihnen den gemeinsamen Umgang verbietet, setzt sich Marge dafür ein, dass beide wieder zusammen spielen können. In der Episode Ein Sommer für Lisa nimmt er ihn sogar mit in den Sommerurlaub. Als Milhouse mit seiner Mutter nach Capital City zieht, ist Bart zunächst traurig, dann freundet er sich mit seiner Schwester Lisa an. Diese Freundschaft endet allerdings, als Milhouse zu seinem Vater und damit zurück nach Springfield zieht.
Zu Lisa hat er eine schwierige Beziehung. Meistens ist er eifersüchtig auf sie, weil sie in der Schule bessere Noten bekommt und durch eine größere Allgemeinbildung und Reife auffällt, und versucht vergeblich seinen Altersvorsprung auszuspielen. Als sie ihn beispielsweise babysittet, ist Bart wütend und versucht alles, um ihre Arbeit zu sabotieren. Es gibt aber auch Momente, in denen er sich für seine Schwester einsetzt. Er verteidigt sie beispielsweise, nachdem ein Schulschläger ihren Karton mit kleinen Kuchen darin zerstört hat. In Lisa auf dem Eise sind beide in rivalisierenden Eishockeymannschaften. Bei einem Spiel gegeneinander weigert sich Bart aber, einen Strafstoß gegen sie auszuführen, da sie sich an Erlebnisse ihrer frühen Kindheit erinnern. In der Folge Lisas geheimer Krieg unterstützt er sie sogar, damit sie die Zeit in der Kadettenanstalt übersteht. Bei der Abschlussprüfung feuert er sie an, obwohl er sich damit bei den restlichen Kadetten unbeliebt macht.
Bart ist ein Fan von Krusty dem Clown. Sein Zimmer ist beispielsweise voller Merchandiseprodukte des Fernsehclowns. Außerdem hilft er Krusty mehrere Male: Er beweist unter anderem dessen Unschuld in einem Strafprozess und hilft ihm, sich mit seinem Vater zu versöhnen. Krusty erinnert sich nie daran und ignoriert ihn zumeist. Als Bart im Ferienlager Kamp Krusty ist, das sich in einem desaströsen Zustand befindet, gibt er die Hoffnung nicht auf, dass sein Vorbild kommt und die Sache wieder in Ordnung bringt. Dieser erscheint aber erst, nachdem Bart mit Hilfe der anderen Kinder das Lager übernommen hat. Eine der ursprünglichen Ideen für die Serie war, dass Bart einen Fernsehclown als Vaterfigur sieht, aber keinen Respekt gegenüber seinem Vater hat. Dies wurde nie direkt umgesetzt. Aufgrund dessen wurde Krustys Gestalt an Homer angelehnt.
Nachdem Bart Tingeltangel-Bob des bewaffneten Raubüberfalls überführte, entstand zwischen den beiden eine lang andauernde Feindschaft. Den Autoren kam durch Road Runner und Wile E. Coyote die Idee, dass eine intelligente Person wie Bob wiederholt versuchen soll, sich an einem ungezogenen Jungen zu rächen. Dabei entwirft er jedes Mal einen anderen Plan, um Bart zu töten.

### Markenzeichen
Ein Markenzeichen, das in den ersten vier Staffeln auftaucht, sind die Anrufe in Moes Taverne, bei denen Bart nach einem Scherznamen fragt. Sobald der Barkeeper Moe Szyslak den Scherz begreift, beschimpft und bedroht er den Anrufer. Diese Streiche basieren auf Telefonscherzen, die in einer Bar in Jersey City gemacht wurden. Moe ist dem dortigen Besitzer, Louis „Red“ Deutsch, nachempfunden. Weil es für die Drehbuchautoren immer schwieriger wurde, sich neue Scherznamen einfallen zu lassen, wurden Barts Telefonstreiche nicht mehr weiter eingebaut. Außerdem besitzt Bart eine Steinschleuder, die er in vielen Episoden bei sich trägt.
Die Catchphrase “Eat My Shorts” (deutsch: „Friss meine Shorts“) ist eine Improvisation von Nancy Cartwright. Er stammt aus ihrer Highschoolzeit, da er einmal von der dortigen Band verwendet wurde, zu der auch Cartwright gehörte. Andere Sprüche wie „¡Ay, caramba!“ wurden schon im Laufe der ersten Staffeln auf T-Shirts gedruckt. Außerdem ist in vielen Folgen das Graffito „El Barto“ zu sehen, das er an verschiedenen Bauwerken hinterlässt. Diese Form des Humors wurde in der Episode Bart wird berühmt parodiert, in der Bart mit dem simplen Satz „Ich hab nichts gemacht“ (“I didn't do it!”) berühmt wurde.
Er tritt auch des Öfteren nackt auf, wobei jedes Mal nur sein Hintern zu sehen ist. In Die Simpsons – Der Film fährt Bart völlig nackt Skateboard, dabei verdecken verschiedene Gegenstände seine Genitalien. Für einen kurzen Moment ist sogar sein Penis zu erkennen. Die Produzenten befürchteten wegen dieser Szene die Altersfreigabe „R“ (nur in Begleitung eines Erwachsenen). Die tatsächliche Freigabe war in den USA PG-13 (nicht geeignet für Kinder unter dreizehn Jahren) und in Großbritannien PG (nicht geeignet für Kinder unter acht Jahren). Die Entertainment Weekly nahm die Szene später in ihre Liste der 30 unvergesslichen Nacktszenen auf.

## Rezeption und kultureller Einfluss

### Bartmania
1990 wurde Bart schnell zu der beliebtesten Fernsehfigur, was als „Bartmania“ bezeichnet wurde. Er wurde die bekannteste Simpsons-Figur auf Fanartikeln. In den frühen 1990ern wurden teilweise sogar eine Million Bart-Simpson-T-Shirts pro Tag verkauft. T-Shirts mit Aufdrucken wie „I’m Bart Simpson. Who the hell are you?“ (Ich bin Bart Simpson. Wer zur Hölle bist du?) und „Underachiever (‘And proud of it, man!’)“ (Ich bleib unter meinem Niveau (‚und bin stolz drauf, Mann!’)) wurden in öffentlichen Schulen in den USA verboten, weil man Bart für ein schlechtes Vorbild hielt. Der Verkauf von T-Shirts und anderen Produkten brachte in den ersten vierzehn Monaten einen Umsatz von zwei Milliarden US-Dollar. Dieser Erfolg ließ sogar einen Markt von gefälschten Produkten entstehen. Dabei wurde auch eine Reihe von falschen Sprüchen in Umlauf gebracht. Manche stellten Bart als Nazi oder Skinhead dar. 20th Century Fox verklagte daraufhin den Hersteller, der die Produktion dann einstellte.

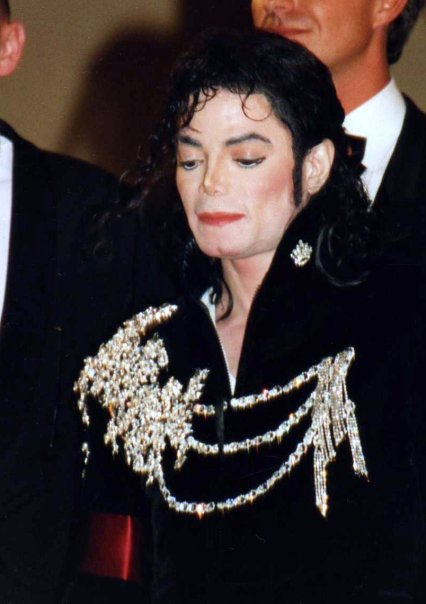
Michael Jackson, ein Fan von Bart, schrieb das Lied Do the Bartman.

Durch den Erfolg der Serie wurde diese im Sommer 1990 auf einen anderen Sendeplatz verlegt. Statt Sonntag- fand die Ausstrahlung am Donnerstagabend statt und lief somit parallel zur Bill Cosby Show auf NBC, die damals die höchste Einschaltquote hatte. Es entstand eine „Bill-gegen-Bart“-Rivalität, Entertainment Weekly veröffentlichte ein Foto, auf dem Bill Cosby ein Bart-T-Shirt trägt. Die erste Folge auf dem neuen Sendeplatz war „Der Musterschüler“, die zwar bis heute die höchste Quote der Serie erreichte, sich aber nicht gegen die Bill Cosby Show durchsetzen konnte.
Aufgrund dieser Popularität wurde Bart als der „Fernsehkönig von 1990“, der „glänzende neue TV-Star“ und als „unverminderter Erfolg“ beschrieben. In der Entertainment Weekly wurde er der „Entertainer des Jahres“ 1990, da er ein Rebell, aber auch ein guter Junge sei. Bei den Repräsentantenhaus-, Senats- und Gouverneurswahlen in den Vereinigten Staaten 1990 war Bart Simpson einer der beliebtesten fiktiven Kandidaten, in vielen Wahlkreisen war er sogar auf dem zweiten Platz hinter Mickey Mouse. Die Macy’s Thanksgiving Day Parade von 1990 hatte den ersten Bart-Simpson-Heliumballon, der daraufhin jedes Jahr wieder dabei war. In der am gleichen Tag ausgestrahlten Thanksgiving-Episode „Bart bleibt hart“ erscheint der Ballon ebenfalls.
Das 1990 erschienene Album The Simpsons Sing the Blues wurde ein großer Erfolg: Es kam bis auf Platz drei der US-Charts und erhielt zweifach Platin. Das erste Stück des Albums ist Do the Bartman von Nancy Cartwright; geschrieben wurde es unentgeltlich von Michael Jackson. Jackson war ein Fan der Simpsons, besonders von Bart, und bot den Produzenten deshalb an, ein Lied über die Figur zu schreiben. Er tritt außerdem in „Die Geburtstagsüberraschung“ als Gaststar unter dem Pseudonym „John Jay Smith“ auf. In den USA wurde Do the Bartman nicht als Single verkauft, im Vereinigten Königreich wurde sie hingegen ein Erfolg: Vom 16. Februar bis zum 9. März 1991 war sie auf Platz eins der Charts und erreichte Platz sieben der meistverkauften Lieder 1991. Die Single verkaufte sich eine halbe Million Mal und wurde am 1. Februar 1991 von der British Phonographic Industry mit Gold ausgezeichnet.

### Bart als Vorbild
“I now have a 7-year-old boy and a 9-year-old boy, so all I can say is, I apologize. Now I know what you guys were talking about. My standard comment is, If you don't want your kids to be like Bart Simpson, don't act like Homer Simpson.”

„Ich habe jetzt einen 7-jährigen und einen 9-jährigen Jungen, also ist alles was ich sagen kann, dass es mir leid tut. Jetzt weiß ich, wovon ihr gesprochen habt. Mein Standardkommentar ist: Wenn Sie nicht wollen, dass Ihre Kinder wie Bart Simpson werden, seien Sie nicht wie Homer Simpson.“

Barts rebellischer Charakter führte dazu, dass er von Eltern und Konservativen als schlechtes Vorbild charakterisiert wurde, insbesondere weil er für sein negatives Verhalten häufig nicht bestraft wird. Robert Bianco von der Pittsburgh Post-Gazette schrieb, dass „[Bart] seine Eltern und seine Lehrer überlistet; kurz gesagt ist er das Kind, das wir uns wünschen gewesen zu sein und bei dem wir fürchten, dass unsere Kinder so werden.“ In den Schulen meinten Erzieher, dass Bart eine „Bedrohung für das Lernen“ darstelle, weil er stolz darauf ist unter den Erwartungen zu bleiben und er eine negative Einstellung hinsichtlich seiner Bildung hat. Andere beschrieben ihn als „egoistisch, aggressiv und böswillig“. Als Antwort auf die Kritik entgegnete James L. Brooks: „Ich hüte mich sehr vor dem Fernsehen, in dem von jedem erwartet wird, dass er ein Vorbild ist. Man begegnet diesen vielen Vorbildern nicht in der Realität. Warum sollte das Fernsehen voll von diesen sein?“ Elizabeth Thoman, Geschäftsführerin des Zentrums für Medien und Werte in Los Angeles, sagte: „Wenn Kinder zu Bart Simpson aufsehen, müssen wir uns fragen, warum wir das Fernsehen für all unsere Vorbilder in der Gesellschaft benutzen, das ist eine viel größere Angelegenheit. […] Solange wir die Idee des Fernsehens als einen Ort aufrechterhalten, in dem man all seine Vorbilder finden kann, erlauben wir dem Fernsehen zu einem Schulsystem zu werden.“
1990 besichtigte der damalige Drogenbeauftragte der US-Regierung unter George H. W. Bush William Bennett ein Drogentherapiezentrum in Pittsburgh und sah dort ein Poster, das Bart zeigte. Daraufhin sagte er: „Ihr guckt doch nicht die Simpsons, oder? Das wird euch überhaupt nicht helfen.“ Als Kritik an seiner Aussage aufkam, entschuldigte er sich, indem er sagte, er habe nur einen Scherz gemacht, und hinzufügte: „Ich werde mich mit diesem kleinen Stachelkopf zusammensetzen. Wir werden das wieder in Ordnung bringen.“ In einem Interview 1991 beschrieb Bill Cosby Bart als ein schlechtes Vorbild für Kinder und bezeichnete ihn als „wütend, verwirrt, frustriert“. Matt Groening entgegnete: „Das fasst Bart zusammen, schon gut. Die meisten Leute strengen sich an normal zu sein, er denkt, dass normal sein sehr langweilig ist, und tut Dinge, von denen andere wünschen, dass sie sich diese trauen würden.“ Am 27. Januar 1992 sagte der damalige US-Präsident George Bush: „Wir werden weiter versuchen die amerikanische Familie zu stärken, um amerikanische Familien mehr wie die Waltons und weniger wie die Simpsons zu machen.“ Drei Tage später wurde vor der Wiederholung von „Die Geburtstagsüberraschung“ ein kurzes Segment gezeigt, in dem Bart sagt: „Hey, wir sind genau wie die Waltons. Wir beten auch für ein Ende der Depression.“
Obgleich sich viel Kritik auf die Figur bezog, kamen positive Kommentare aus verschiedenen Richtungen. Peggy Charren, Präsidentin der Basisorganisation Aktion für Kinderfernsehen, die sich um die Verbesserung der Qualität des Kinderfernsehprogramms einsetzt, meinte, dass „die Simpson-Familie eine der wenigen fürsorglichen Cartoons ist. […] Wie kann man die Verfassung lehren, wenn man T-Shirts verbietet?“ Die Kolumnistin Erma Bombeck schrieb: „Kinder müssen wissen, dass es irgendwo auf dieser Welt einen Zeitgenossen gibt, der all die Dinge durchziehen kann, über die man nur fantasieren kann, jemand, der gelegentlich seine Eltern kritisieren kann und immer noch leben darf.“ 2003 belegte Bart den ersten Platz in einer britischen Umfrage von Eltern, die gefragt wurden, welche fiktive Figur Kinder unter zwölf Jahren am meisten beeinflusste.

### Auszeichnungen

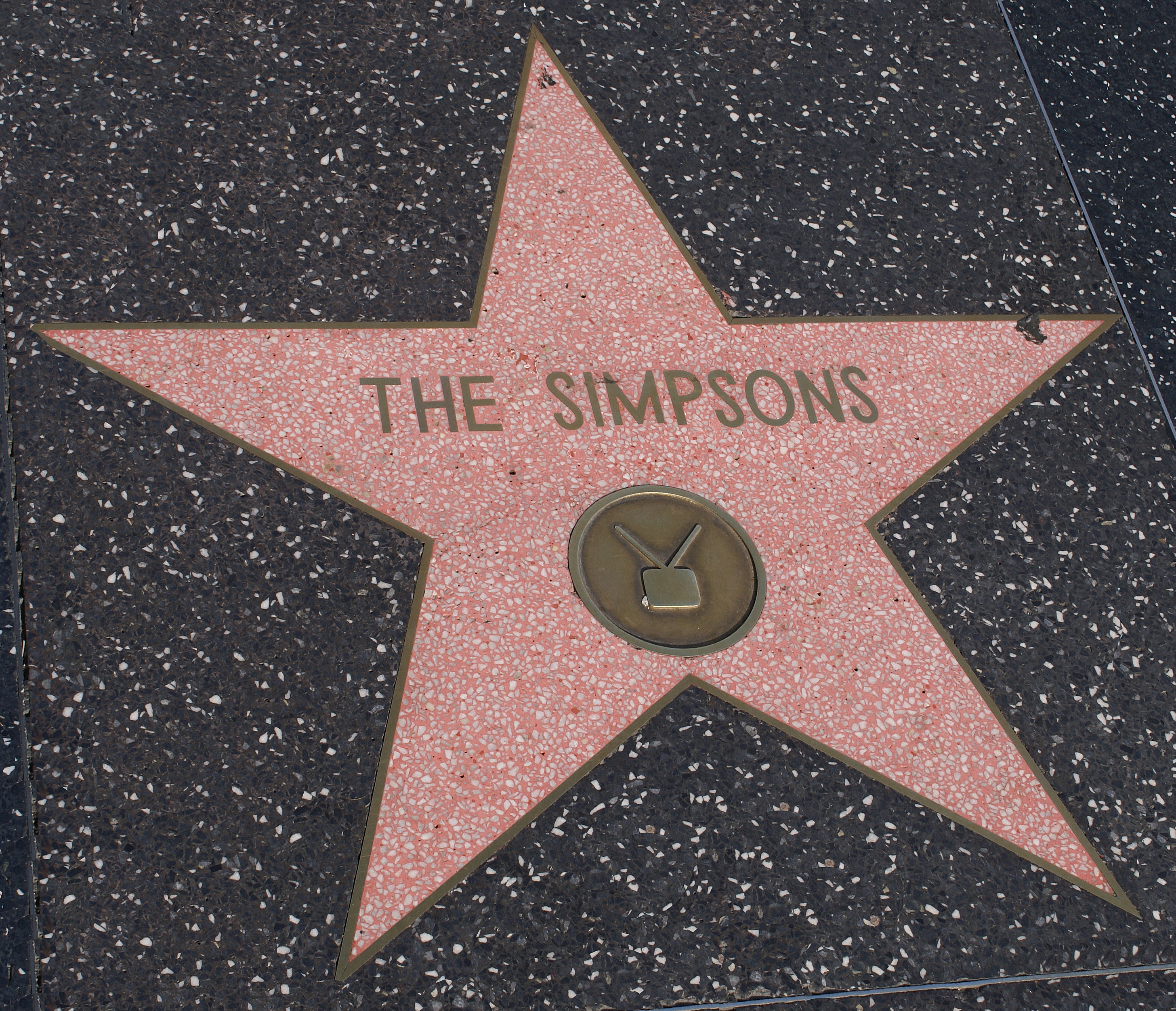
2000 erhielt die Familie Simpson einen Stern auf dem Hollywood Walk of Fame.

1998 führte das Time Magazine Bart als einen der hundert wichtigsten Leute des zwanzigsten Jahrhunderts auf. Er war die einzige fiktive Persönlichkeit in der Liste. Zuvor war er bereits auf dem Titelblatt der Ausgabe vom 31. Dezember 1990. Außerdem belegten Bart und Lisa Platz elf der „Top 50 bedeutendsten Cartoonfiguren“ des TV Guides.
Nancy Cartwright wurde für ihre Sprechrolle als Bart mehrfach ausgezeichnet: Bei den 44. Primetime Emmy Awards im Jahre 1992 gewann Nancy einen Emmy für die Folge „Der Eignungstest“. Sie teilte sich den Preis mit fünf weiteren Simpsonssprechern. 1995 gewann Cartwright außerdem einen Annie Award. Es wurden des Weiteren viele Episoden, die vorwiegend von Bart handeln, für Emmy Awards nominiert. „Homer und gewisse Ängste“ gewann diesen Preis 1997. Im Jahre 2000 erhielten Bart und der Rest der Familie Simpson einen Stern auf dem Hollywood Walk of Fame am Hollywood Boulevard 7021.

### Merchandising
Neben T-Shirts wurde Bart noch für viele andere Merchandiseprodukte verwendet. Dazu gehören unter anderem Autoaufkleber, Puppen, Poster und Boxershorts. 2004 veröffentlichte Matt Groening Das Bart Buch, in dem Barts Persönlichkeit und Eigenschaften vorgestellt werden. Ein weiteres offizielles Buch ist Bart Simpsons Guide to Life.
Seit 2000 gibt es neben den regulären Simpsons Comics die Reihe Bart Simpson Comics. Ein weiteres Vorkommen ist im Simpsons Ride, eine 2008 in den Universal Studios Florida und Hollywood errichtete IMAX-Simulatorfahrt.
Die Popularität von Bart wurde auch von der Werbung genutzt. Er trat in verschiedenen Werbespots auf, darunter für Butterfinger, Burger King, Kentucky Fried Chicken, Church’s Chicken, C. C. Lemon, CC's, Domino’s Pizza, Ramada Worldwide, Toyota und Subway. 2001 verkaufte Kellogs für limitierte Zeit ein Müsli namens „Bart Simpson Peanut Butter Chocolate Crunch“.
Am 9. April 2009 enthüllte die US-Post eine Briefmarkenserie, die Bart und die anderen vier Hauptfiguren zeigt. Es sind damit die ersten Figuren einer Fernsehserie, die auf Briefmarken erschienen, während die Serie noch produziert wird. Die von Matt Groening gestalteten Marken werden seit dem 7. Mai 2009 zum Verkauf angeboten.